# Districtul Lippe
Districtul Lippe este un district rural (în germană Kreis/Landkreis) în landul Renania de Nord - Westfalia, Germania.